# Maryam Qaasim
Maryan Qaasim (tiếng Somalia: Maryam Qaasim Axmed, tiếng Ả Rập: مريم قاسم) là một chính trị gia người Somalia. Bà từng là Bộ trưởng Phát triển Con người và Dịch vụ Công cộng của Somalia từ tháng 11 năm 2012 đến tháng 1 năm 2014. Bà cũng là Chủ tịch của Đảng Chính trị Tayo. Vào ngày 21 tháng 3 năm 2017, bà được Thủ tướng Hassan Ali Khayre bổ nhiệm làm Bộ trưởng Bộ Quản lý Nhân đạo và Thảm họa.

## Lý lịch
Qaasim được sinh ra trong một gia đình từ gia tộc Barwani (Bravanese).
Bà là một bác sĩ y khoa có bằng cấp. Qaasim trước đây từng là bác sĩ sản khoa và bác sĩ phụ khoa, sống và làm việc ở nhiều nơi, bao gồm Somalia, Yemen, Hà Lan và Vương quốc Anh.
Ngoài ra, bà còn là một giảng viên đại học.

## Sự nghiệp chính trị

### Chính phủ liên bang chuyển tiếp
Với năng lực chính trị của mình, Qaasim năm 2010 đã đóng vai trò là Bộ trưởng Bộ Phát triển Phụ nữ và Gia đình trong Chính phủ Liên bang Chuyển tiếp. Bà là một phần quan trọng trong Nội các của Thủ tướng Mohamed Abdullahi Mohamed (Farmajo).

### Tayo
Vào ngày 2 tháng 4 năm 2012, Qaasim được bầu làm Chủ tịch Đảng Chính trị Tayo (TPP). Đó là một hiệp hội chính trị dựa trên nền tảng của Mogadishu mà Farmajo đã thành lập.

### Chính phủ liên bang Somalia

#### Bổ nhiệm
Vào ngày 4 tháng 11 năm 2012, bà được Thủ tướng Abdi Farah Shirdon bầu làm Bộ trưởng Phát triển Xã hội trong Chính phủ Liên bang Somalia. Chính thức được gọi là Bộ trưởng Phát triển Con người và Dịch vụ Công cộng, chức năng của Qaasim là kết hợp với Giáo dục, Sức khỏe, Lao động, Thanh niên & Thể thao và Phụ nữ & Xã hội.

#### Kế hoạch chiến lược ngành y tế
Vào tháng 3 năm 2013, chính phủ liên bang dưới thời Bộ trưởng Bộ Y tế Qaasim đã đưa ra Kế hoạch chiến lược ngành y tế (HSSP) cho từng khu vực cấu thành của Somalia. Hệ thống y tế quốc gia mới nhằm mục đích cung cấp dịch vụ chăm sóc sức khỏe cơ bản cho mọi công dân vào năm 2016. Trong khi năng lực thể chế của chính phủ đang phát triển, các cơ quan của Liên Hợp Quốc sẽ tạm thời thông qua quan hệ đối tác công tư quản lý tiêm chủng giữa các chương trình y tế liên quan khác. Các HSSP có tổng trị giá 350 triệu USD, với khoảng 70% -75% dành cho các dịch vụ y tế. Sau khi hoàn thành, hệ thống y tế quốc gia mới dự kiến sẽ cải thiện nguồn nhân lực trong lĩnh vực y tế, cũng như cải thiện tài trợ cho các chương trình y tế và cơ sở hạ tầng y tế nói chung.

#### Kết thúc nhiệm kỳ
Nhiệm kỳ của Qaasim với tư cách là Bộ trưởng Bộ Phát triển Con người và Dịch vụ Công cộng đã kết thúc vào ngày 17 tháng 1 năm 2014, khi Bộ được tách ra để cho phép tạo ra 6 vị trí nội các. Bà đã được kế nhiệm bởi Ahmed Mohamed Gurase làm Bộ trưởng Bộ Giáo dục, Duale Adan Mohamed làm Bộ trưởng Bộ Văn hóa và Giáo dục Đại học, Ahmed Mohamed Mohamud làm Bộ trưởng Bộ Y tế, Lugman Ismail Ali làm Bộ trưởng Bộ Lao động và Xã hội, Khadijo Mohamed Diriye làm Bộ trưởng. Phụ nữ và Nhân quyền, và Khalid Omar Ali làm Bộ trưởng Thể thao và Thanh niên.

#### Bộ trưởng Bộ Quản lý Nhân đạo và Thảm họa
Vào ngày 21 tháng 3 năm 2017, Thủ tướng Hassan Ali Khayre tuyên bố rằng Tiến sĩ Maryan Qasim sẽ giữ chức vụ mới được thành lập của Bộ trưởng Bộ Quản lý Nhân đạo và Thảm họa.